# Liesel Schuch-Ganzel
Elisabeth Franziska von Schuch-Ganzel (* 12. Dezember 1891 in Dresden; † 10. Januar 1990 ebenda; auch Liesel von Schuch, Liesel Schuch-Ganzel, geb. von Schuch) war eine deutsche Opernsängerin (Koloratursopranistin).

## Leben

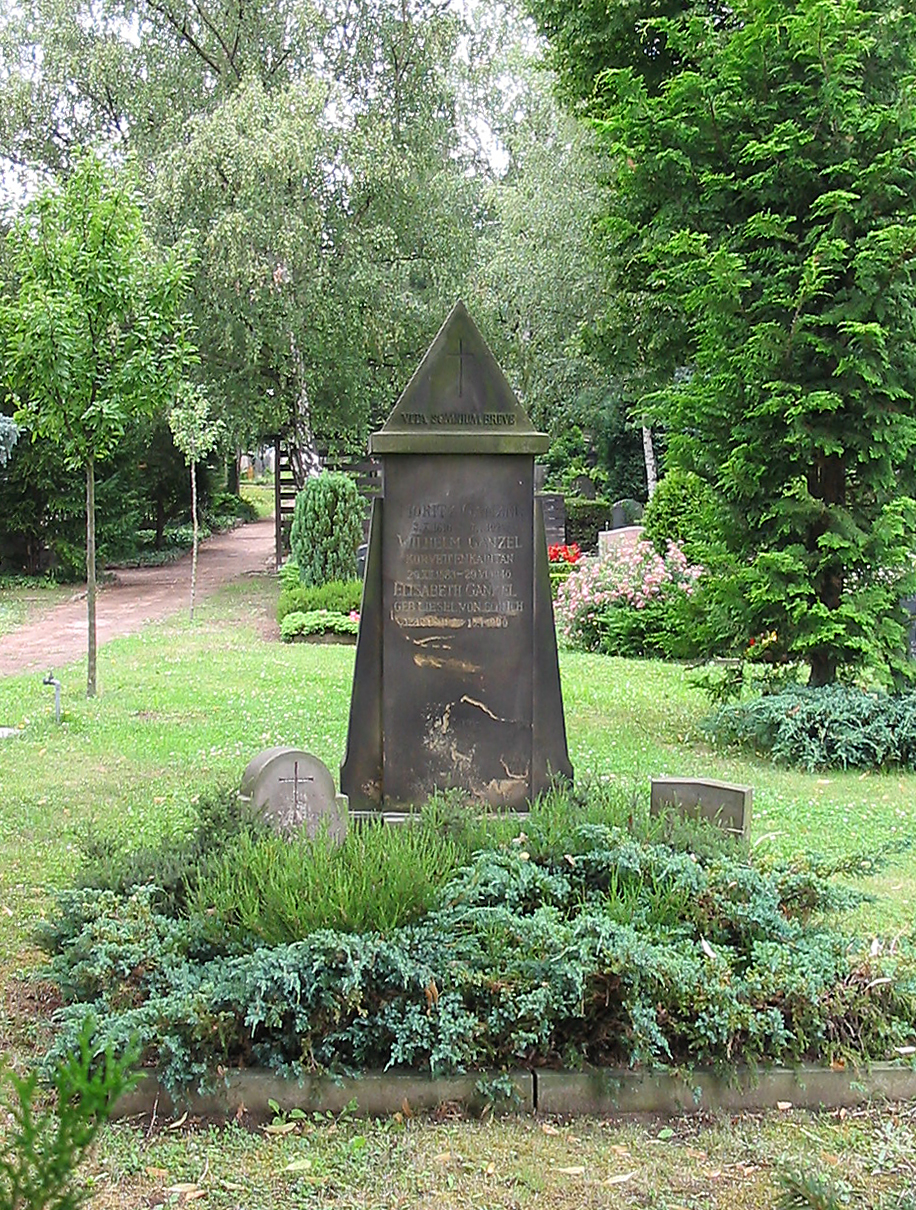
Grab von Elisabeth Ganzel (Liesel von Schuch) auf dem Friedhof Radebeul-West

Liesel von Schuch wuchs bei ihren Eltern, dem Dirigenten Ernst von Schuch und der Opernsängerin Clementine von Schuch-Proska, in Niederlößnitz (heute Stadtteil von Radebeul) in der Schuchstraße 15/17 auf. Sie war eine Schwester der Sopranistin Käthe von Schuch-Schmidt und des Violoncellisten Hans von Schuch.
Sie gab 1913 ihr Debüt in La traviata als Violetta in Wiesbaden. Sie wurde, Koloratursopranistin wie ihre Mutter, zur Königlich Sächsischen Hofopernsängerin, später Dresdner Kammersängerin und war bis 1935 festes Mitglied der Sächsischen Staatsoper. Bis 1967 arbeitete sie als Pädagogin für Gesang an der Musikhochschule in Dresden.
Sie hatte Auftritte in Dresden und Wien, in Dresden gab sie solistische Auftritte in der Frauenkirche, der Kreuzkirche und der Katholischen Hofkirche.
1988 wurde sie anlässlich ihres 97. Geburtstags zur Ehrenbürgerin in Dresden ernannt. Im Stadtteil Lockwitz wurde sie mit der Benennung einer Liesel-von-Schuch-Straße geehrt.
Sie war verheiratet mit dem Korvettenkapitän Wilhelm Ganzel. Zusammen hatten sie einen Sohn (Christian Schuch-Ganzel).
Sie wurde auf dem Friedhof Radebeul-West in der Nähe ihrer Eltern beerdigt.

## Darstellung Liesel von Schuchs in der bildenden Kunst
- Hanna Hausmann-Kohlmann: Liesel von Schuch (1948, Scherenschnitt)[3]